# John Gretton
John Gretton GBE, PC, DL (Newton Solney, 1 de setembro de 1867 — Melton Mowbray, 2 de junho de 1947) foi um empresário, político e velejador britânico, campeão olímpico. Ele competiu nas provas de classe aberta e classe ½ – 1 Ton realizadas nos Jogos Olímpicos de Verão de 1900, conquistando a medalha de ouro em ambas as disputas ao lado de Lorne Currie, Linton Hope e Algernon Maudslay. Foi deputado pelo Membro do Parlamento (MP) durante 46 anos, representando três círculos eleitorais nesse período.
Gretton foi oficial voluntário no 2º Batalhão de Voluntários, Regimento de North Staffordshire (do Príncipe de Gales) e serviu como tenente-coronel e coronel quando este se tornou o 6º batalhão, Regimento de North Staffordshire no Exército Territorial de 1907. Ele foi nomeado capitão da Reserva em 24 de fevereiro de 1900. Com a eclosão da Primeira Guerra Mundial, ele foi confirmado como coronel temporário no comando do 6º batalhão. Em 1920, o War Office nomeou Lord Gretton como tenente-coronel oficial da reserva até ser desmobilizado em 1922.